# Wahlbezirk Österreich ob der Enns 8
Der Wahlbezirk Österreich ob der Enns 8 war ein Wahlkreis für die Wahlen zum Abgeordnetenhaus im österreichischen Kronland Österreich ob der Enns (Oberösterreich). Der Wahlbezirk wurde 1907 mit der Einführung der Reichsratswahlordnung geschaffen und bestand bis zum Zusammenbruch der Habsburgermonarchie.

## Geschichte
Nachdem der Reichsrat im Herbst 1906 das allgemeine, gleiche, geheime und direkte Männerwahlrecht beschlossen hatte, wurde mit 26. Jänner 1907 die große Wahlrechtsreform durch Sanktionierung von Kaiser Franz Joseph I. gültig. Mit der neuen Reichsratswahlordnung schuf man insgesamt 516 Wahlbezirke, wobei mit Ausnahme Galiziens in jedem Wahlbezirk ein Abgeordneter im Zuge der Reichsratswahl gewählt wurde. Der Abgeordnete musste sich dabei im ersten Wahlgang oder in einer Stichwahl mit absoluter Mehrheit durchsetzen. Der Wahlbezirk Österreich ob der Enns 8 umfasste die Gerichtsbezirke Mattighofen und Ried, wobei jedoch die Stadt Ried im Innkreis sowie von der Gemeinde Mattighofen die gleichnamige Ortschaft (beide Wahlbezirk 6) ausgenommen waren.
Aus der Reichsratswahl 1907 ging Josef Lang (Christlichsoziale Partei) als Sieger hervor. Er wurde bei der Reichsratswahl 1911 in seinem Amt bestätigt, verstarb jedoch im August 1913. Bei der Reichsratsersatzwahl 1913 setzte sich sein Parteikollege Michael Huber durch.

## Wahlen

### Reichsratswahl 1907
Die Reichsratswahl 1907 wurde am 14. Mai 1907 (erster Wahlgang) durchgeführt. Eine Stichwahl entfiel auf Grund der absoluten Mehrheit für Josef Lang im ersten Wahlgang.
| Kandidat                                                                     | Partei                             | Wahlkreis- stimmen | Stimmen- anteil |
| ---------------------------------------------------------------------------- | ---------------------------------- | ------------------ | --------------- |
| Josef Lang                                                                   | Katholisch-Konservative Partei     | 6154               | 71,6 %          |
| Johann Hörandtner                                                            | Oberösterreichischer Bauernverein  | 1983               | 23,1 %          |
| Alois Maier                                                                  | Sozialdemokratische Arbeiterpartei | 296                | 3,4 %           |
|                                                                              | Katholisch-Konservative Partei     | 30                 | 0,3 %           |
|                                                                              | Sonstige                           | 126                | 1,5 %           |
| Wahlberechtigte: 9235, Ungültige/Leere Stimmen: 169, Wahlbeteiligung: 94,8 % |                                    |                    |                 |

### Reichsratswahl 1911
Die Reichsratswahl 1911 wurde am 13. Juni 1911 (erster Wahlgang) durchgeführt. Die Stichwahl entfiel auf Grund des absoluten Mehrheit von Josef Lang im ersten Wahlgang.
| Kandidat                                                                     | Partei                             | Wahlkreis- stimmen | Stimmen- anteil |
| ---------------------------------------------------------------------------- | ---------------------------------- | ------------------ | --------------- |
| Josef Lang                                                                   | Christlichsoziale Partei           | 5721               | 67,0 %          |
| Josef Bauchinger                                                             | Oberösterreichischer Bauernverein  | 2304               | 27,0 %          |
| Josef Huber                                                                  | Sozialdemokratische Arbeiterpartei | 335                | 3,9 %           |
|                                                                              | Sonstige                           | 178                | 2,1 %           |
| Wahlberechtigte: 9424, Ungültige/Leere Stimmen: 364, Wahlbeteiligung: 94,5 % |                                    |                    |                 |

### Reichsratsersatzwahl 1913
Nach dem Tod von Schachinger im August 1913 wurde am 24. November 1913 die Ersatzwahl durchgeführt, die Michael Huber im ersten Wahlgang für sich entscheiden konnte.
| Kandidat                                                                | Partei                             | Wahlkreis- stimmen | Stimmen- anteil |
| ----------------------------------------------------------------------- | ---------------------------------- | ------------------ | --------------- |
| Michael Huber                                                           | Christlichsoziale Partei           | 6164               | 70,2 %          |
| Ferdinand Grahamer                                                      | Oberösterreichischer Bauernverein  | 2374               | 27,0 %          |
| Josef Hafner                                                            | Sozialdemokratische Arbeiterpartei | 184                | 2,1 %           |
|                                                                         | Sonstige                           | 59                 | 0,7 %           |
| Wahlberechtigte: 9378, Ungültige/Leere Stimmen: ?, Wahlbeteiligung: ? % |                                    |                    |                 |